# Leandro Lázzaro
Leandro Hérnan Lázzaro Liuni (Buenos Aires, Argentina. 8 de marzo de 1974) es un exfutbolista argentino que se desempeña como delantero. Jugó en Tigre, Sportivo Italiano, y en varios clubes de Europa. 

## Historia
Comenzó su carrera en 1994 en Nueva Chicago, en ese entonces en la Primera B Nacional, donde jugó 79 partidos convirtiendo 16 goles. En 1998 empezó su aventura europea, pasando por Slovan Liberec, Sparta Praga, Salernitana, Nocerina, Tivoli, Ravenna y Pro Sesto.
En 2006 retornó a Argentina para jugar en Tigre, equipo con el cual obtuvo el ascenso a Primera División, ganando la promoción y marcando un gol de chilena, nada más ni nada menos que su a ex club Nueva Chicago. Luego el subcampeonato en el Apertura 2007 siendo uno de los goleadores del equipo en dicho certamen con 10 goles.
En enero de 2008 luego de ser buscado por numerosos clubes, entre ellos San Lorenzo, Racing y Newell's, fue transferido a préstamo a Estudiantes de La Plata.
En julio de 2008 regresó a Tigre. Si bien durante casi todo el torneo sufrió una importante sequía goleadora, volvió a convertir en los últimos encuentros del equipo, convirtiéndole goles decisivos a Rosario Central (que transformó un 0-2 inicial en el 3-2 final), a San Lorenzo (mantuvo en un gol la diferencia y permitió a Tigre llegar con posibilidades a la final) y Boca en el triangular definitivo, logrando así el subcampeonato.
Su último gol en Tigre coincide con su partido despedida, el quinto de la espectacular e histórica victoria de Tigre por cinco tantos contra uno frente a River Plate en el estadio Monumental, a mediados de 2010.
Luego recaló en Instituto de Córdoba. En el 2012 ha sido incorporado al Deportivo Merlo.
En el primer semestre del 2014 llegó a San Lorenzo de Alem de Catamarca para jugar el Torneo Argentino B siendo histórico para el club al llegar a las semifinales quedando eliminado por Deportivo Madryn. En el segundo semestre el equipo catamarqueño vuelve a contar con Lázzaro, pero esta vez para jugar el Torneo Federal A, cumpliendo una gran performance. Su último gol fue en las semifinales a Sportivo Patria, ganando el partido 3 a 2 pero quedando eliminado por resultado global que fue 4 a 3 a favor del conjunto formoseño. 
A principios de 2016 el delantero es incorporado al CUD Provincial de Lobos.
En febrero de 2017 a la edad de 42 años vuelve a las categorías de ascenso, más precisamente a la Primera C siendo contratado por el Club Sportivo Italiano para afrontar el resto de la temporada. Luego, a mitad de 2017 se incorpora a Ferrocarril Roca de Las Flores, equipo que milita en el Torneo Federal B.

## Trayectoria
| Club                | País            | Período   | PJ  | G   |
| ------------------- | --------------- | --------- | --- | --- |
| Nueva Chicago       | Argentina       | 1994-1998 | 79  | 16  |
| FC Slovan Liberec   | República Checa | 1998-2000 | 85  | 41  |
| AC Sparta Praha     | República Checa | 2000-2001 | 19  | 10  |
| Salernitana         | Italia          | 2001-2002 | 19  | 3   |
| Nocerina            | Italia          | 2002-2003 | 29  | 14  |
| Tivoli              | Italia          | 2003-2004 | 17  | 10  |
| Ravenna Calcio      | Italia          | 2004      | 12  | 1   |
| Pro Sesto           | Italia          | 2004-2006 | 47  | 5   |
| Tigre               | Argentina       | 2006-2007 | 47  | 22  |
| Estudiantes LP      | Argentina       | 2008      | 17  | 4   |
| Tigre               | Argentina       | 2008-2010 | 70  | 11  |
| Instituto           | Argentina       | 2011-2012 | 20  | 5   |
| Deportivo Merlo     | Argentina       | 2012-2013 | 29  | 5   |
| San Lorenzo de Alem | Argentina       | 2014      | 23  | 14  |
| CUD Provincial      | Argentina       | 2016      | 21  | 19  |
| Sportivo Italiano   | Argentina       | 2017      | 6   | 2   |
| Ferrocarril Roca    | Argentina       | 2017      | 17  | 3   |
| CUD Provincial      | Argentina       | 2018-2022 | 48  | 43  |
| Total               | Total           | Total     | 558 | 228 |

## Palmarés
| Título                     | Club           | País            | Año       |
| -------------------------- | -------------- | --------------- | --------- |
| Copa de la República Checa | Slovan Liberec | República Checa | 1999-2000 |
| Gambrinus Liga             | Sparta Praha   | República Checa | 2000-01   |
| Ascenso a Primera División | Tigre          | Argentina       | 2007      |
| Liga Lobense de Fútbol     | CUD Provincial | Argentina       | 2018      |
| Liga Lobense de Fútbol     | CUD Provincial | Argentina       | 2022      |